# 寄留法
寄留法（きりゅうほう、大正3年3月31日法律第27号）は、本籍外において住所または居所を有する者等の寄留に関する法律である。
1914年（大正3年）3月30日成立、同月31日公布、1915年（大正4年）1月1日施行。
本法は、住民登録法施行法（昭和27年法律第106号）附則2項の規定によって、住民登録法施行の日から廃止された。

## 沿革
寄留の制度は、明治4年4月4日太政官布告（戸籍法ヲ定ム）によって初めて定められ、施政の基礎が戸口の調査にあることが謳われた。しかしながら、この時には、江戸時代から続いていた鑑札所持の制度は廃止されず、明治4年7月22日太政官布告（寄留旅行ノ者ニ鑑札交付ヲ須ヒス）によって、寄留鑑札の制度が廃止された。その後、明治5年太政官達第29号、明治6年太政官達35号、明治7年太政官布告第8号、明治5年大蔵省第154号、明治10年太政官第20号達をもって、一部改正がなされた。
その後、戸籍法中出生死去出入及寄留等届出方並違背者処分（明治19年内務省令第19号）による改正によって、寄留に関する届出方が定められ、戸籍取扱手続（明治19年内務省令第22号）によって、寄留簿の様式、分類及び寄留に関する取扱手続が定められた。しかしながら、これによっても未だ手続の完璧を期することができず、宿泊届其ノ他ノ件（明治32年内務省令第32号）によって、一部改正がなされた。
この間、旧々戸籍法（明治31年法律第12号）によって、戸籍事務が内務省から司法省に移管されたものの、寄留事務については、依然として内務省の監督に属するものとされていた。そこで、事務監督上の便益を考慮して、本法をもって寄留事務もまた司法省の監督に属するものとされた。
大正3年（1914年）、旧戸籍法（大正3年法律第26号）が制定されると、これに歩調を合わせて、本法が制定された。本法の制定に伴い、寄留手続令（大正3年勅令第226号）及び寄留手続細則（大正3年司法省令第10号）が制定されている。本法は、わずか4か条の法律であることから、詳細については、寄留手続令に規定されている。

## 概要
- 90日以上本籍外において一定の場所に住所又は居所を有する者は、寄留者とする（1条1項前段）。本籍がない者、本籍が明らかでない者及び日本の国籍を有しない者であって、90日以上一定の場所に居住するものも同様とする（1条1項後段）。
- 寄留に関する事項は、届出によって、又は職権をもって、寄留簿に記載しなければならない（1条2項）。
- 寄留に関する事務は、市町村長が管掌する（2条1項）。
- 旧戸籍法（大正3年法律第26号）[17]3条、5条及び6条の規定は、寄留に関する事務に準用する（2条2項）。
- 寄留に関する届出、届出義務者、届出期間、寄留簿その他寄留に関する事項は、勅令をもって定める（3条）。
- 寄留に関する届出を怠った者は、5円以下の過料に処する（4条1項）。旧戸籍法179条[注釈 2]の規定は、この過料について準用する（4条2項）。